# Fender Twin Reverb

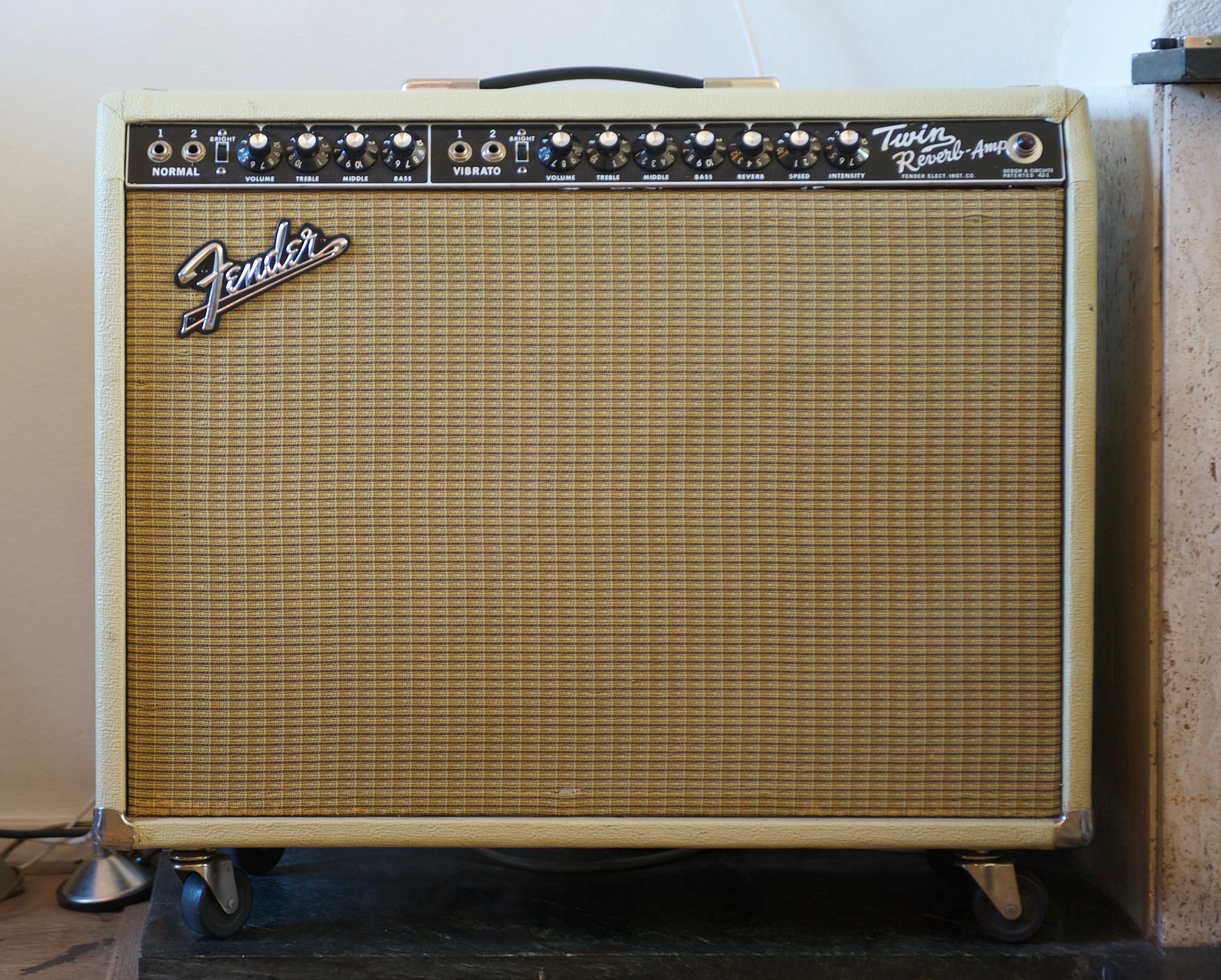
1965 Fender Twin Reverb Blonde, gebaseerd op het AB763 circuit, twee Jensen luidsprekers en een goudkleurige grille

De Fender Twin Reverb is een buizen-gitaarversterker van Fender. Deze historische versterker verscheen in 1963 (pre-CBS product) en wordt in een moderne gedaante nog steeds verkocht. Kenmerkend zijn de twee 12" luidsprekers en de veer-galm (reverb) die een herkenbaar geluid geeft. Een Twin Reverb heeft twee volledig gescheiden voorversterkerkanalen. Een normaal kanaal met regelaars voor volume, hoog, midden en laag, plus een 'bright'-schakelaar, en daarnaast een kanaal met dezelfde functies als het eerste, maar met regelaars voor reverb (galm niveau) en snelheid en intensiteit van een tremolo-effect - door Fender foutief 'vibrato' genoemd. Wisselen van kanaal gebeurt door de 6,35mm jack plug van het snoer in de aansluiting van het andere kanaal te prikken.

## Geschiedenis
De Fender Twin Reverb werd ontworpen als opvolger van de tweed Fender Twin en de 'blonde' Fender Twin-Amp. 
De eerste Twin Reverb dateert van 1963, in de zogenaamde blackface periode van Fender, die nog duurde tot 1967. Dit was de pre-CBS versie. De versterker werd dus ontwikkeld voor de overname van Fender door CBS (in 1965). Het vermogen van de versterker bedroeg toen 85 watt dat aan een tweetal twaalf inch Oxford, Jensen of JBL speakers werd geleverd.
In 1968 schakelde men bij Fender over op de zogenaamde silverface modellen. Er werden grote aanpassingen gedaan aan het circuit, maar dat was geen verbetering en men keerde terug naar het oorspronkelijke schema.

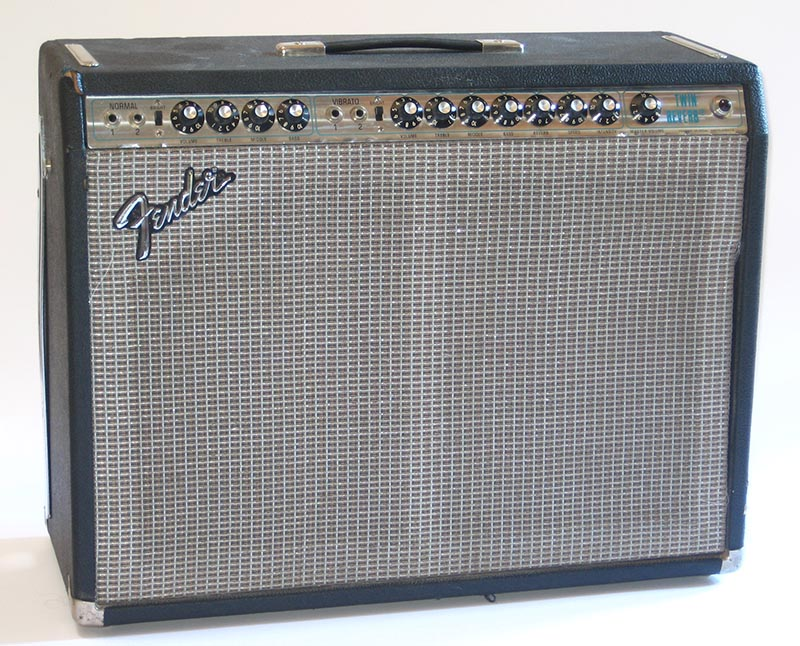
1973 Fender Twin Reverb. (silverface)

In 1973 kwam een tweede Silverface Twin Reverb uit met een tot 100 watt verhoogde output. Deze gitaarversterker werd voorzien van een Master Volume regelaar, geheel rechts op het bedieningspaneel. Hierdoor is het mogelijk, op een relatief laag uitgangsvermogen, de voorversterker trap te oversturen om een overdrive geluid te produceren.
In 1976 een derde met een kanaalswitch op de Master Volume knop. Tussen 1977 en 1982 werd het vermogen verhoogd tot maar liefst 135 watt. Met name versterkers met het “ultra linear”-circuit uit die periode zijn minder geliefd en dit circuit wordt er vaak uitgemodificeerd.
Onder marketing director Paul Rivera schakelde Fender in 1983 terug over op Blackface modellen. De tweede Blackface Twin Reverb (Twin Reverb II) had een vermogen van 105 watt. In deze periode begon Fender printplaten in plaats van handmatig bedrade breadboard-montage te gebruiken. Deze versterker werd geproduceerd tot in 1986 en werd in 1987 vervangen door de The Twin, de eerste post-CBS versterker van Fender. In de beginperiode had The Twin rode knoppen, maar deze werden later vervangen door zwarte. The Twin met rode knoppen werd gebouwd tot in 1994.
In 1992 verscheen een heruitgave van de Twin Reverb: de '65 Twin Reverb. Deze "reissue" had de looks van een Twin Reverb van vroeger en een vermogen van 85 watt. De originele Jensen luidsprekers werden vervangen door nieuwere van Eminence en een paar aanpassingen aan het origineel werden gemaakt om te voldoen aan de noden van de moderne gitarist en massaproductie.
Kenmerkend voor de Twin Reverb is de sprankelende cleane sound die men eruit kan halen, alsook de ingebouwde veer-reverb. Deze sound is bekend geworden onder de koosnaam Twang. De blackface Fender Twin Reverb wordt als een van de vier oermodellen van de gitaarversterker-markt gezien. Door de jaren heen is de Twin Reverb een populaire versterker geweest, maar door de opkomst van in-ear monitoring en de bijbehorende trent van minder geluid op het podium, hebben sinds de jaren 2000 de minder krachtige versterkers van Fender zoals de Deluxe Reverb en de Super Reverb aan populariteit gewonnen.

## Afgeleiden van de Twin Reverb
De Fender Super Six Reverb (productie 1972-1979) was een uitvoering van de silverface twin met zes tien-inch speakers in in plaats van twee twaalf-inch speakers. De Fender Quad Reverb uit dezelfde periode was een combo met vier twaalf-inch luidsprekers.
De Fender Dual Showman Reverb (productie 1968-1981) was een Silverface zonder speakers. Bij deze zogenaamde Top uitvoering moest nog een apart luidsprekerkabinet worden aangeschaft. Het bijpassende kabinet bevatte twee vijftien-inch luidsprekers.

## Afwijkende Fender modellen met de naam Twin
In de loop der jaren heeft Fender ook andere modellen gehad die de naam Twin droegen. Deze weken echter behoorlijk af van het spartaanse oermodel. De overeenkomst tussen deze modellen is dat ze allemaal dezelfde afmetingen en vorm hebben, en dat ze allemaal 2 luidsprekers bevatten.
In 1975 introduceerde Fender de Super Twin met een vermogen van 180 watt dat werd geleverd door een zestal eindbuizen en een enkel kanaal. Bijzonder was de toevoeging van een extra actieve vijf-bands-equalizer, een presence regelaar, en een distortion regelaar. Vreemd genoeg vond Fender het niet nodig om hun galm (waar ze beroemd om zijn) in dit model te bouwen. De distortion functie viel bij vrijwel niemand in de smaak, deze klonk gruizig/modderig in plaats van krachtig.
In 1977 werd de Super Twin vervangen door de Super Twin Reverb. Het enige verschil was de aanwezigheid van galm. In 1980 werd deze uit productie genomen. Het gewicht van deze versterkers lag door de extra zware voeding-en-eind transformator rond de 40 kilo. Er was ook een bas-variant van deze versterker genaamd Studio Bass. De eindversterker was identiek, maar de voorversterker had geen galm of distortion. Deze zat in een groter gesloten kabinet met een enkele 15 inch luidspreker.
De in 1995 geïntroduceerde Fender Twin Amp is ontworpen om een moderne versterker te zijn met de klankeigenschappen van de oude Twin Reverb. Om die reden is er een mastervolume en een effectlus aangebracht. Dit maakte het mogelijk om de voorversterker te laten oversturen terwijl de eindtrap het volume laag houdt. Een van de kanalen is ook uitgerust om overstuurde geluiden te creëren. Er kan tussen de kanalen worden geschakeld door middel van een footswitch-pedaal (voetschakelaar) of door een knopje.
Met de Cyber Twin trad Fender in 2001 in de voetstappen van Line 6 door een digitale versterker te bouwen op basis van amp-modeling techniek. Hierin werden op basis van metingen versterkers en effecten gesimuleerd, waardoor het mogelijk is om uit een apparaat alle beroemde versterkergeluiden te halen.
De in 2019 op de markt gebrachte Fender Tonemaster Twin Reverb is een digitale versterker die is gemaakt om zo nauwkeurig mogelijk als een Blackface Twin Reverb te klinken zonder het gewicht en de onderhoudskosten van een buizenversterker met zich mee te dragen. De voorzijde van deze versterker is visueel identiek aan het origineel. Op de achterzijde zit een DI-uitgang met speakersimulatie en een attenuator-regelaar waarmee het vermogen kan worden teruggeschroefd. Het gewicht wordt extra laag gehouden door gebruik te maken van een klasse-D eindversterker en een tweetal Neodium-luidsprekers. Dat er maar een versterkertype wordt gesimuleerd is uniek aan de tonemasterserie. Andere digitale modeling-versterkers zijn gericht op het simuleren van zoveel mogelijk versterkers en effecten.